# 三朝温泉
座標: 北緯35度24分38.7秒 東経133度53分35.1秒 / 北緯35.410750度 東経133.893083度
三朝温泉（みささ おんせん）は、鳥取県東伯郡三朝町にある温泉。日本百景。
2017年現在、年間入湯客数は鳥取県内では皆生温泉に次ぐ2位。とっとり梨の花温泉郷を構成する温泉のひとつ。

## 泉質
- 含放射能/ナトリウム・塩化物泉
- 含放射能/単純泉

三徳川によって南北に三朝群（三朝区）と山田群（山田区）の二つの温泉群に分けられる。日本最大規模のラドン温泉地域で、泉温摂氏34度以上のラドン温泉は世界的にも希少な放射能泉である。
温泉療法を実施する医療機関があり、温泉は泉質に応じて温泉プール療法、飲泉療法、鉱泥療法など様々な治療に用いられている以上により、高いホルミシス効果があるとされ、観光客だけでなく療養目的で訪れる湯治客も多い。

## 温泉街
三徳川の両岸に旅館が立ち並ぶ。また、三朝大橋のたもとに河原風呂（川原の温泉：24時間（奇数日午前中は清掃）・無料）がある。石畳が敷かれた温泉本通りには、こぢんまりした旅館や飲食店、古美術店、スナック、土産物屋、射的場等が並んでおり、情緒ある温泉街が形成されている。三朝温泉最古の源泉とされる「株湯」は温泉街から少し離れた静かな住宅街の中にあり、地元住民の利用が多い。
本格的な療養温泉でもあり、温泉療法を実施する病院や研究施設がある。また温水床暖房を持った長期滞在者向けの旅館や自炊宿も見られ、観光と療養（湯治）の並立が三朝温泉の特徴である。二十数軒ある旅館・ホテルの多くが、「現代湯治」に対応している。温泉街にある病院での診察と組み合わせたり、ソムリエをもじった入浴アドバイザー「ラヂムリエ」がいたりする旅館もある。

### 温泉施設
- 外湯 - 河原風呂、株湯
- 足湯 - 河原の湯、薬師の湯、かじかの湯、株湯
- 飲泉場[11][12] - 薬師の湯、株湯、三朝神社（神の湯）
- 旅館 - 木屋旅館（国登録有形文化財[13][14]）、旅館大橋（国登録有形文化財[15]）、依山楼岩崎（庭園が県指定名勝[16]）など22軒（2024年5月現在）[1]

なお、三朝町営の国民宿舎としてブランナールみささが設置された。旧名称は三朝温泉会館で、1963年（昭和38年）にオープンし、1995年（平成7年）にブランナールみささに改名した。国民宿舎ブランナールみささは、2023年（令和5年）に指定管理者ジーライオンのグループ会社に譲渡されることになった。
また、温泉街には公衆浴場「たまわりの湯」が設けられ、住民や観光客に利用されてきたが、施設の老朽化と従業員の高齢化により、2023年3月末で営業を終了することになった。この共同浴場「たまわりの湯」の跡地についても、2024年（令和6年）5月に高級旅館の建設を計画するジーライオングループに売却する方針が発表された。

### 周辺施設
- 病院 - 三朝温泉病院（2015年末で閉鎖の岡山大学病院三朝医療センターの機能も継承[21]）
- 研究所 - 岡山大学惑星物質研究所（岡山大学所管の共同利用・共同研究拠点）
- 博物館・美術館 - 三朝バイオリン美術館、陣所の館（閉館）、湯の街ギャラリー
- 公共施設 - 三朝温泉観光商工センター（観光案内所）、三朝町総合スポーツセンター、三朝町立福祉センター レスポワール、みささこども園
- 橋梁 - 恋谷橋、三朝橋（国登録有形文化財[22][23]）、かじか橋
- その他 - ふるさと健康むら、キュリー広場、キュリー夫人の胸像

## 歴史
伝説によれば、平安時代末期の1164年（長寛2年）に源義朝の家臣、大久保左馬之祐（さまのすけ）によって発見されたという。三朝温泉発祥の伝説として、白狼伝説があり、左馬之祐が三徳山三仏寺の参拝に赴いた際、老いた白いオオカミが現れ討ち取ろうとしたが、神仏の化身であることがわかると思いとどまり宿に帰った。その夜、左馬之祐の夢枕に妙見大菩薩が現れて出湯の場所を道案内して消え、その教えられた場所に実際に行くと楠の老木の根元から湯が湧き出ていたという。三朝温泉源泉の「株湯」の名はこの故事に由来する。
温泉名の由来は諸説あり、その一つが「三つ目の朝を迎えるころには病が消える」ことから三朝と呼ばれるようになったというものである。
『出雲国風土記』にも温泉に関する記述がある。明治以降、与謝野鉄幹、与謝野晶子、野口雨情、志賀直哉、斎藤茂吉、島崎藤村など多くの文人も訪れた。
1914年（大正3年）、三朝温泉の源泉の一つ（後の岡山大学分室泉）からラドンの存在が発見された。1939年（昭和14年）に岡山医科大学が療養所を設置し、1943年（昭和18年）に放射能泉研究所に改組された。この研究所は1949年（昭和24年）の新制岡山大学の発足により同大学附置の研究所となった。
1947年（昭和22年）11月28日、昭和天皇が三朝温泉療養所に行幸（昭和天皇の戦後巡幸）。患者への慰問が行われた。
2014年（平成26年）、開湯850年を迎え、記念イベントを開催。
2015年（平成27年）、文化庁が三朝温泉と三徳山を「六根清浄と六感治癒の地」として日本遺産に認定。

## 三朝温泉に関する作品
- 三朝小唄
- 松本清張『Dの複合』
- NHKテレビドラマ『鳥帰る 故郷の母に会いたい』（田中好子主演、1996年5月4日放送）のロケ地
- 映画『恋谷橋』（2011年公開）のロケ地
- テレビアニメ『宇崎ちゃんは遊びたい!』(2020年)、第10話で紹介された。

## ギャラリー

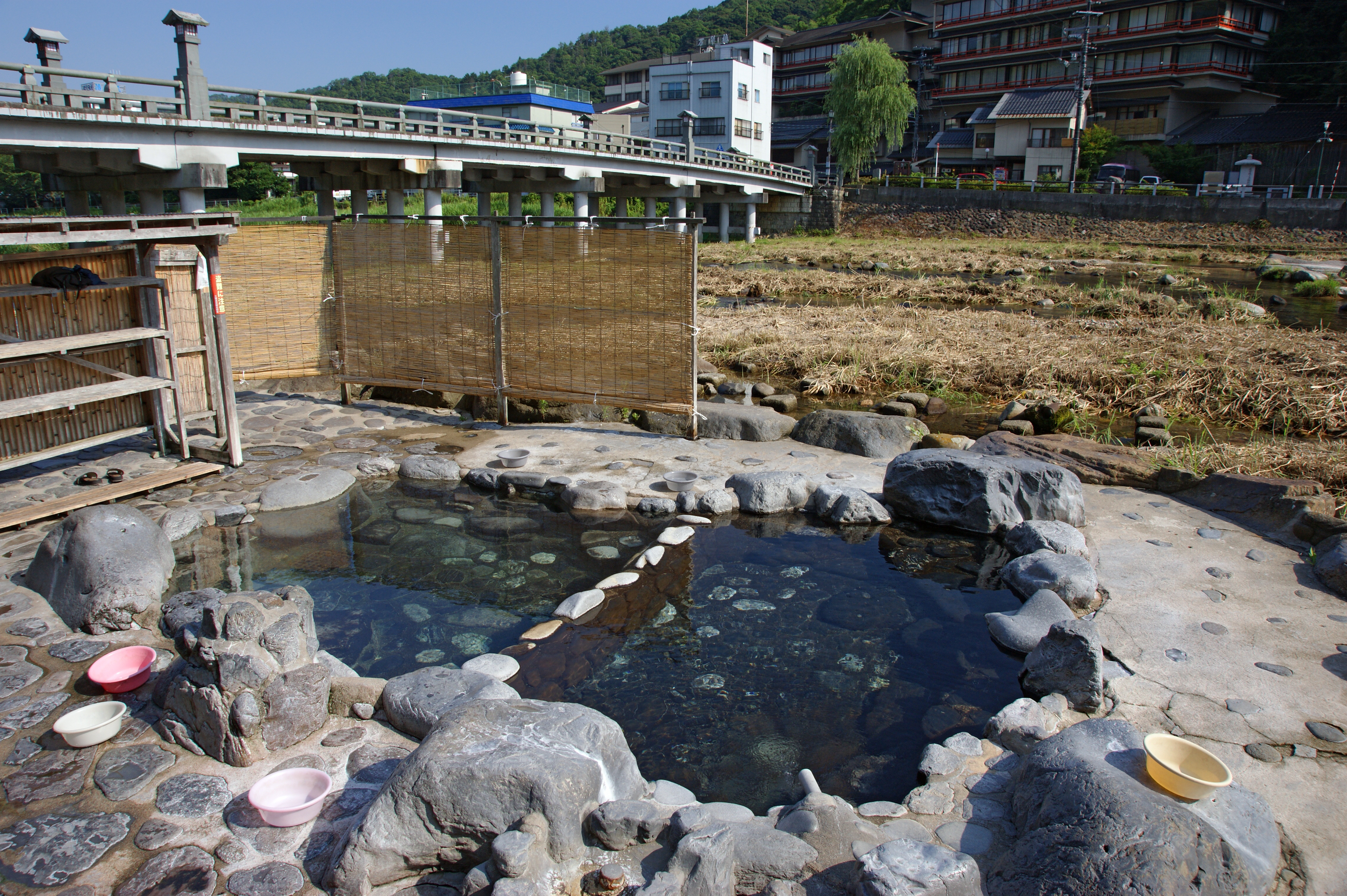
河原風呂。よしずの向こうに脱衣場と足湯「河原の湯」がある
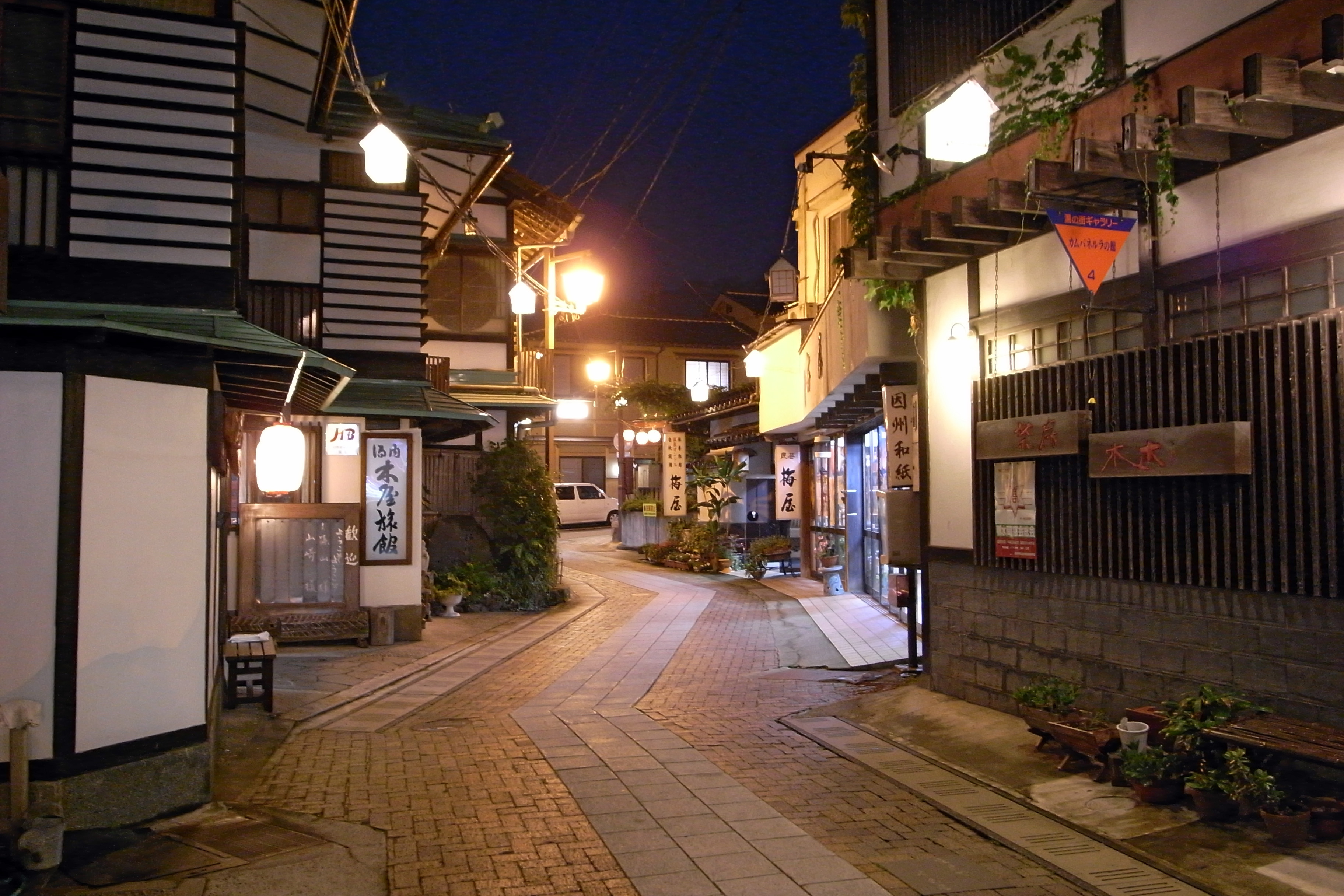
温泉本通りの灯
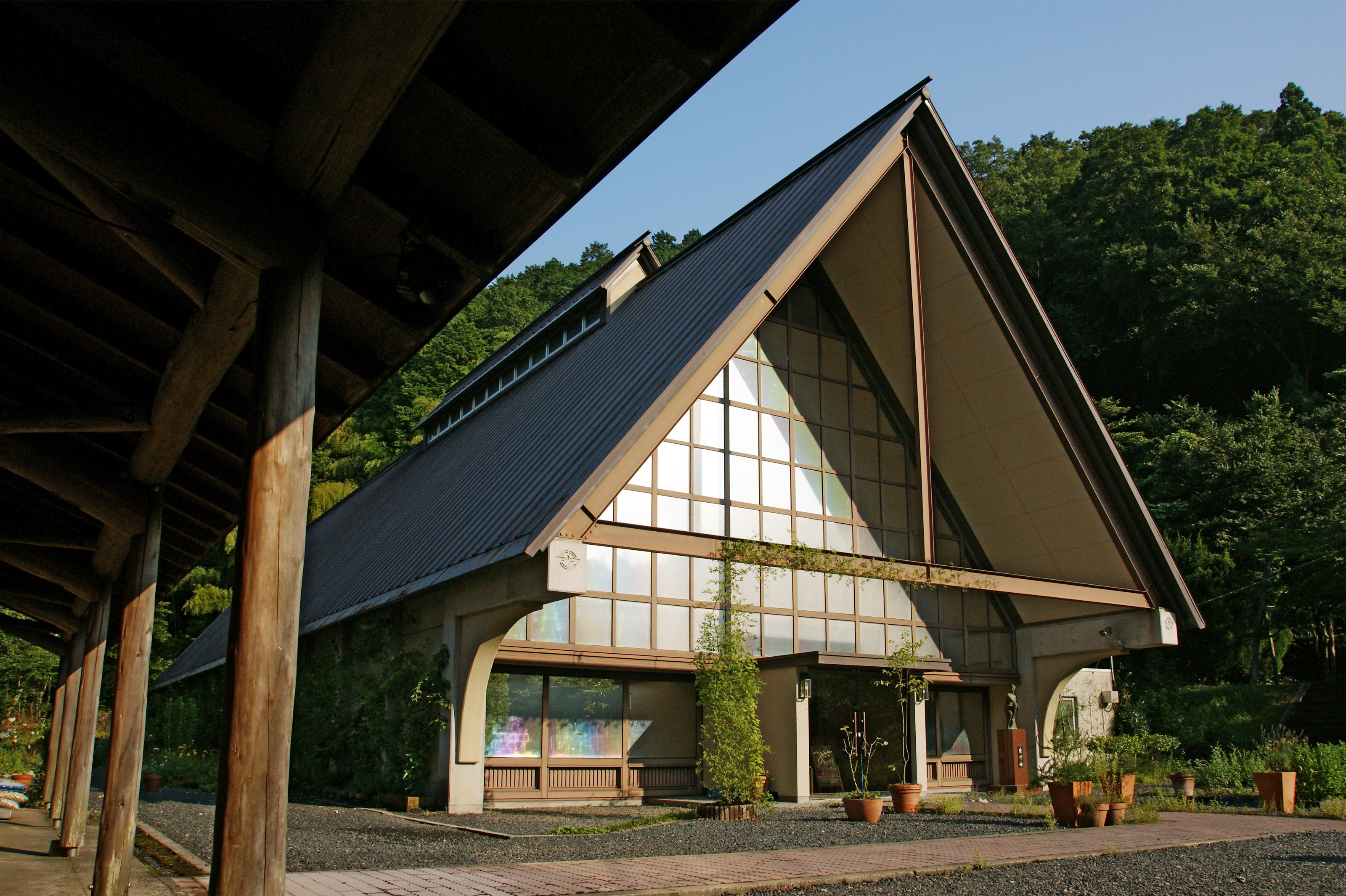
三朝バイオリン美術館
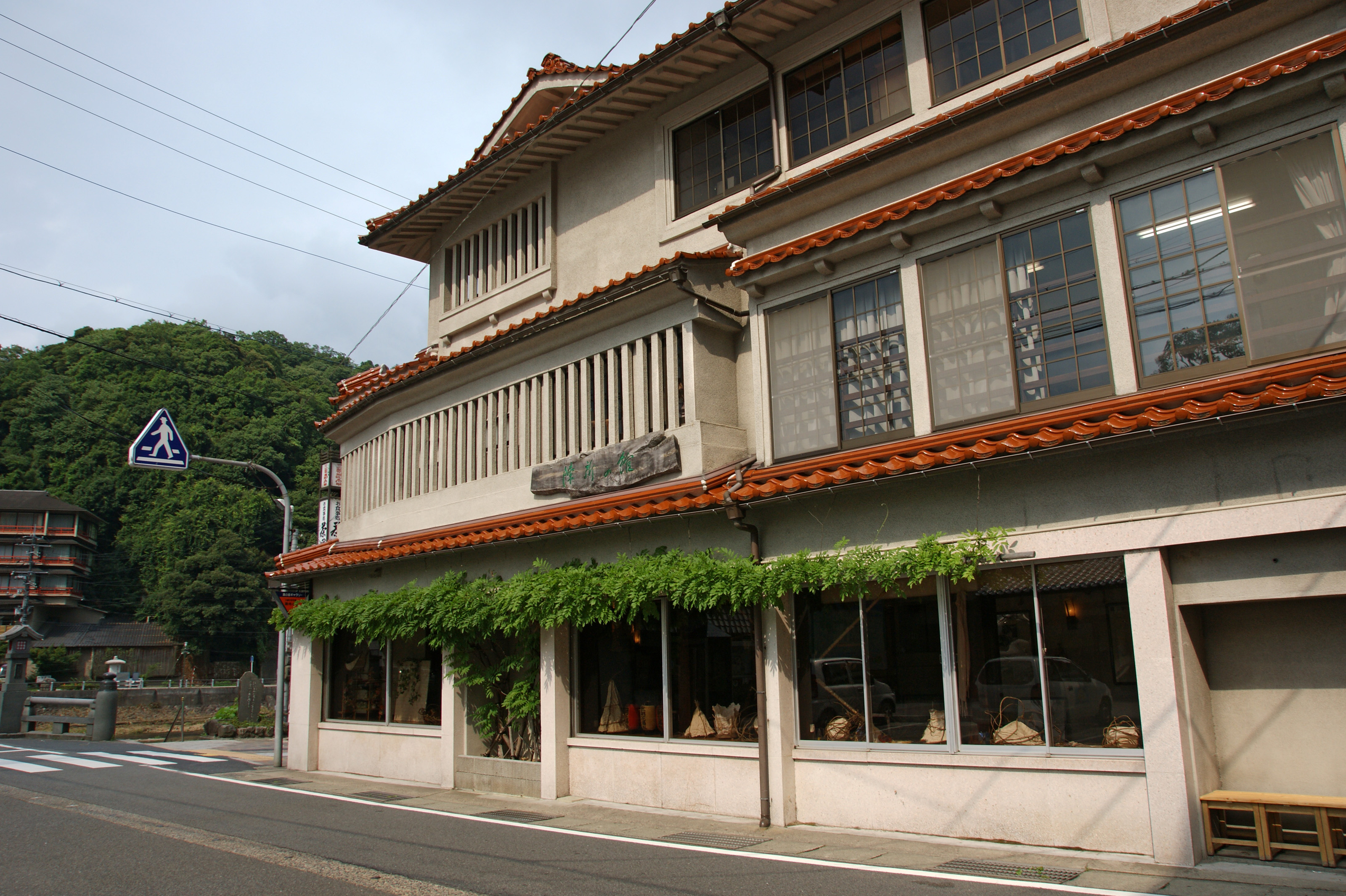
陣所の館
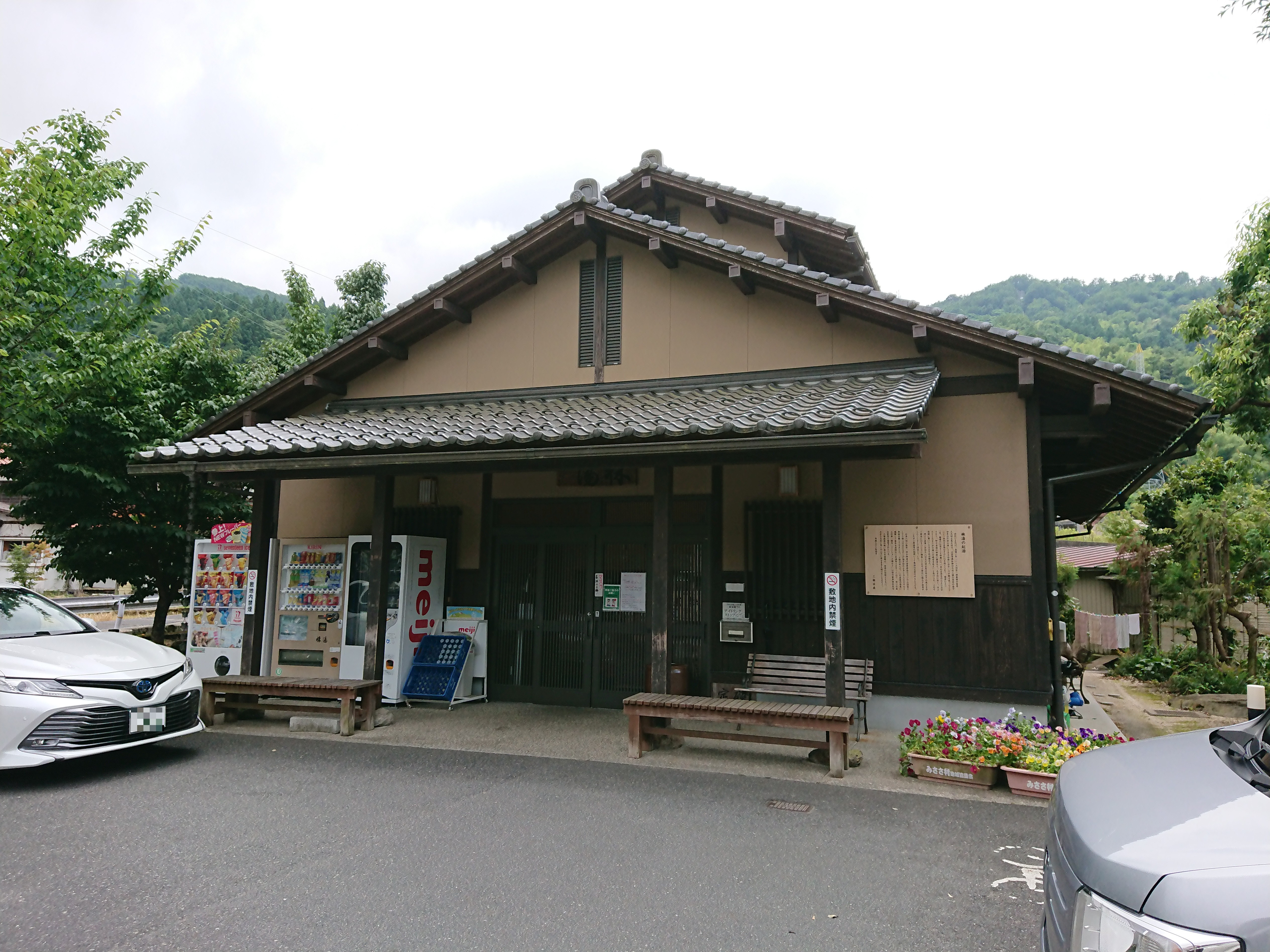
公衆浴場「株湯」：右手前側には飲泉場がある
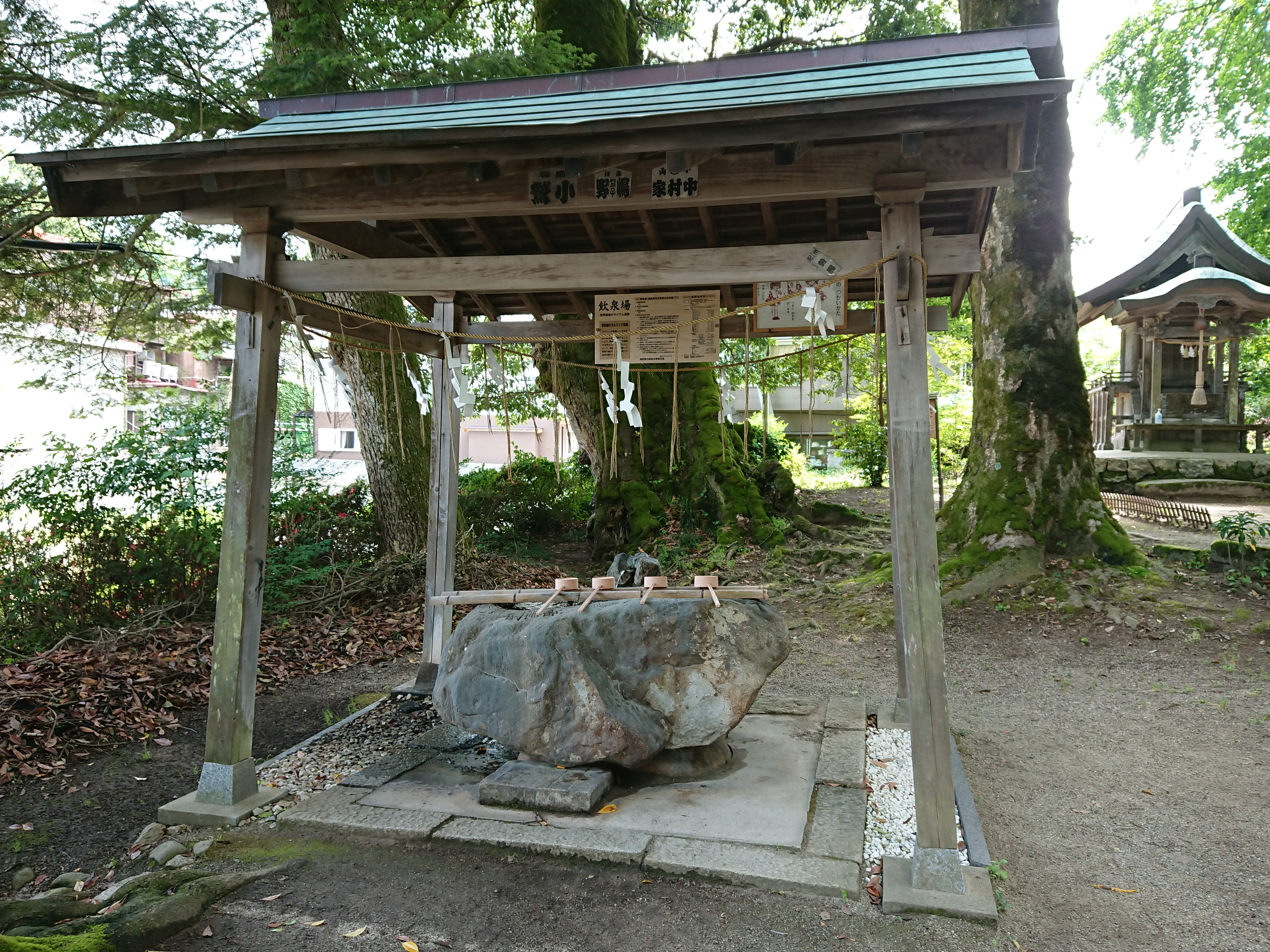
三朝神社の手水舎。温泉が流れており、飲泉できる。

## 周辺
- 三徳山（みとくさん）三仏寺 - 国宝投入堂などが三朝温泉とともに日本遺産「六根清浄と六感治癒の地」に認定[30]。
- 小鹿渓 - 国の名勝。
- 打吹玉川 - 重要伝統的建造物群保存地区。
- 倉吉パークスクエア - 倉吉未来中心、鳥取二十世紀梨記念館など。

## アクセス
- JR山陰本線倉吉駅より、日ノ丸バスで20 - 25分。
- 三朝温泉・はわい温泉直行かにバス
- 山陰自動車道はわいインターチェンジより国道179号・鳥取県道21号鳥取鹿野倉吉線経由。あるいは米子自動車道湯原インターチェンジより国道313号・国道482号・国道179号・鳥取県道21号線経由。